# The Rising Tied
The Rising Tied es el primer álbum del grupo de hip-hop Fort Minor. El álbum fue lanzado el 22 de noviembre de 2005. Incluye participación de algunos cantantes, tales como Takbir Bashir, Ryan Patrick Maginn, Black Thought, Skylar Grey (en ese tiempo llamada Holly Brook), Jonah Matranga, Common, Eric "Bobo" Correa, Kenna, John Legend, Celph Titled y Joe Hahn, su compañero de Linkin Park.

## Producción
The Rising Tied fue producido por Mike Shinoda y el Shawn "Jay-Z" Carter. El motivo de este proyecto es porque Mike no pudo demostrar gran parte de sus raíces hip-hop en Linkin Park.
En una entrevista, Mike explicó el nombre de su proyecto:

"Quería enviar el mensaje de que no estoy haciendo esto para conseguir más atención a mí mismo como persona. Es más sobre la música que yo, y pensé que al poner otro nombre, mantendría la atención en la música. 'Fort' representa el lado más agresivo de la música. 'Minor' puede significar un par de cosas: si estamos hablando de teoría musical , el tono menor es más oscuro. Yo quería darle un nombre al disco en lugar de tener mi nombre en la portada, porque quiero que la gente se centre en la música, no en mi. De hecho, la razón por la que nombré al disco "The Rising Tied" es porque es un juego de palabras".

## Lanzamiento
The Rising Tied llegó al puesto # 51 en el Billboard 200. Varios videoclips promocionales han sido rodados para las canciones "Remember The Name", "Petrified", "Believe Me", y "Where'd You Go". A partir de 2008, Where'd You Go fue la canción que había ganado más notoriedad. Remember The Name fue utilizado por Turner Network Television como tema para los NBA playoffs 2006-2007, y logró un éxito entre los aficionados del Hip-hop alternativo y atletas competitivos. A pesar de la baja en sus ventas, el álbum ha logrado vender 300 000 copias en los EE. UU. y 400 000 copias en todo el mundo. Se realizó una pequeña gira mundial en EE. UU., China y Australia.

## Lista de canciones
| 1               | "Introduction"                  | - Jay-Z (no acreditado)                                                                                                | 0:43 |
| 2               | "Remember the Name"             | - Coros/primer verso/sexto verso: Mike Shinoda - Segundo verso/quinto verso: Tak - Tercer verso/cuarto verso: Ryu      | 3:50 |
| 3               | "Right Now"                     | - Primer verso: Mike Shinoda - Segundo verso: Ryu - Tercer verse: Tak - Cuarto verso: Black Thought                    | 4:14 |
| 4               | "Petrified"                     | - Mike Shinoda | 3:40 |
| 5               | "Feel Like Home"                | - Primer verso/coros: Mike Shinoda - Segundo verso: Ryu - Tercer verso: Tak                                            | 3:53 |
| 6               | "Where'd You Go"                | - Mike Shinoda - Coros: Holly Brook & Jonah Matranga                                                                   | 3:51 |
| 7               | "In Stereo"                     | - Mike Shinoda | 3:29 |
| 8               | "Back Home"                     | - Coros/cuarto verso: Mike Shinoda - Primer verso: Common - Segundo verso: Ryu - Tercer verso: Tak                     | 3:44 |
| 9               | "Cigarettes"                    | - Mike Shinoda | 3:40 |
| 10              | "Believe Me"                    | - Primer verso: Ryu - Coros/segundo verso/tercer verso: Mike Shinoda - Cuarto verso: Tak - Percusión Latina: Eric Bobo | 3:42 |
| 11              | "Get Me Gone"                   | - Mike Shinoda | 1:56 |
| 12              | "High Road"                     | - Mike Shinoda - Coros: John Legend                                                                                    | 3:16 |
| 13              | "Kenji"                         | - Mike Shinoda | 3:51 |
| 14              | "Red to Black"                  | - Primer verso: Mike Shinoda - Segundo verso: Tak - Tercer verso: Ryu - Coros: Jonah Matranga & Kenna                  | 3:11 |
| 15              | "The Battle"                    | - Intro: Mike Shinoda - Freestyle: Celph Titled                                                                        | 0:32 |
| 16              | "Slip Out the Back"             | - Mike Shinoda - Scratching: Joe Hahn                                                                                  | 3:56 |
| Special Edition |                                 | |      |
| 17              | "[Silence]"                     | | 0:04 |
| 18              | "[Silence]"                     | | 0:04 |
| 19              | "Be Somebody"                   | - Primer verso/Segundo verso: Mike Shinoda - Tercer verso: Lupe Fiasco - Coros: Holly Brook, Tak                       | 3:15 |
| 20              | "There They Go"                 | - Primer verso/segundo verso: Mike Shinoda - Tercer verso: Sixx John                                                   | 3:17 |
| 21              | "The Hard Way"                  | - Mike Shinoda - Coros: Kenna                                                                                          | 3:54 |
| Tour Edition    |                                 | |      |
| 22              | "Petrified (Los Angeles Remix)" | - Mike Shinoda | 3:32 |